# Eustala lata
Eustala lata là một loài nhện trong họ Araneidae.
Loài này thuộc chi Eustala. Eustala lata được Arthur Merton Chickering miêu tả năm 1955.